# Lago Salzgitter
El lago Salzgitter (en alemán: Salzgittersee) es un lago situado junto a la ciudad homónima, en el distrito rural de Peine, en el estado de Baja Sajonia (Alemania), a una elevación de 78 metros; tiene un área de 75 hectáreas. 

## Referencias

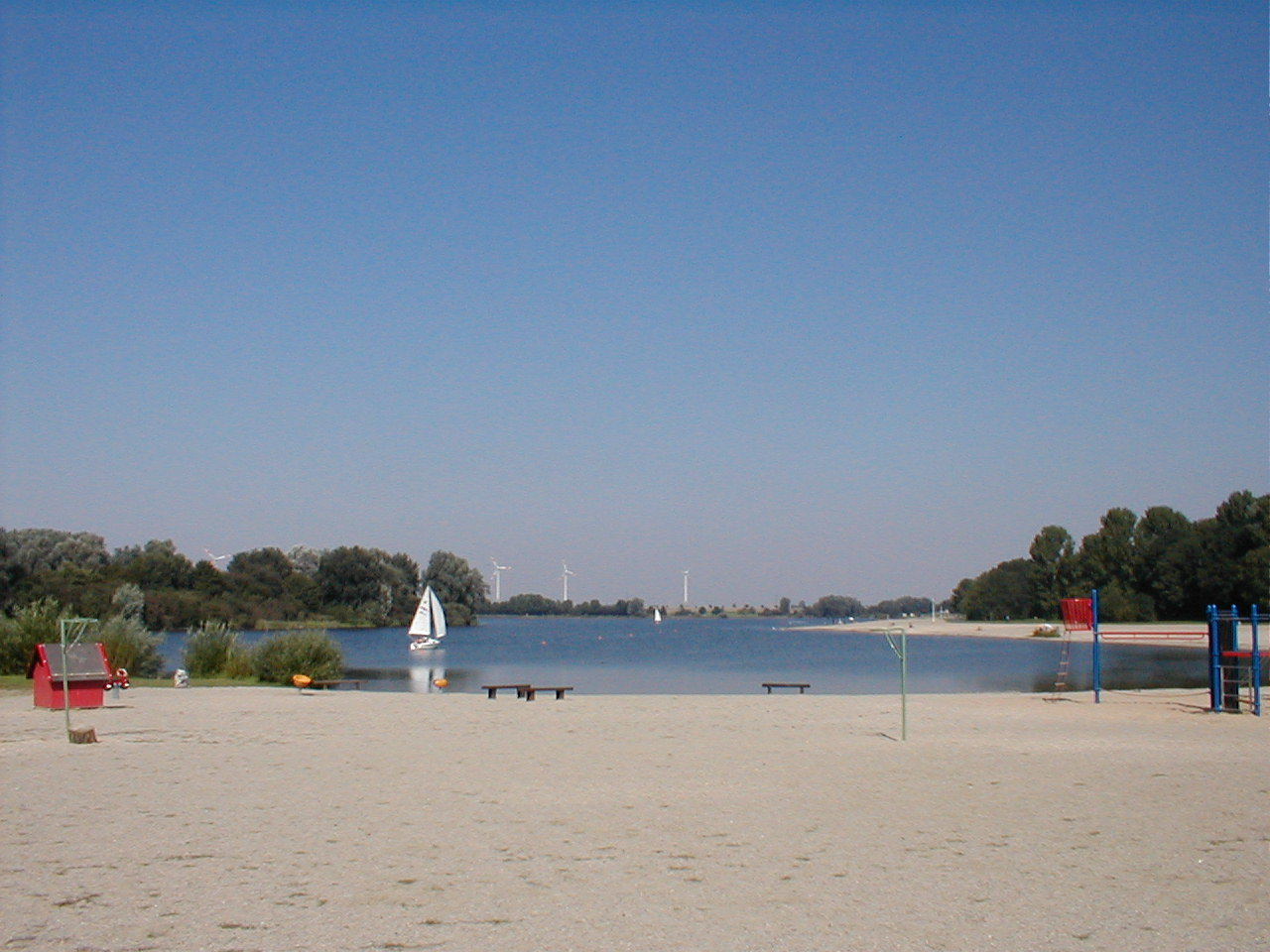